# Мовіла-Міресій
Мовіла-Міресій (рум. Movila Miresii) — село у повіті Бреїла в Румунії. Входить до складу комуни Мовіла-Міресій.
Село розташоване на відстані 148 км на північний схід від Бухареста, 26 км на захід від Бреїли, 140 км на північний захід від Констанци, 39 км на південний захід від Галаца.

## Населення
За даними перепису населення 2002 року у селі проживали 3074 особи.
Національний склад населення села:
| Національність | Кількість осіб | Відсоток |
| -------------- | -------------- | -------- |
| румуни         | 2920           | 95,0%    |
| цигани         | 152            | 4,9%     |

Рідною мовою назвали:
| Мова      | Кількість осіб | Відсоток |
| --------- | -------------- | -------- |
| румунська | 2923           | 95,1%    |
| циганська | 149            | 4,8%     |